# Новый Буравль
Новый Буравль — село в Бобровском районе Воронежской области.
Входит в состав Октябрьского сельского поселения.

## Население
| 1859 | 1897 | 2000 | 2005 | 2010 |
| ---- | ---- | ---- | ---- | ---- |
| 395  | ↗537 | ↘160 | ↘136 | ↘87  |